# ثورات محمود الحفيد
كانت ثورات محمود البرزنجي عبارة عن سلسلة من الانتفاضات المسلحة التي قادها الشيخ الكردي محمود البرزنجي ضد السلطة العراقية في بلاد الرافدين التي احتلتها بريطانيا حديثًا ثم ضد الانتداب البريطاني على العراق. بعد تمرده الأول في مايو 1919، سُجن الشيخ محمود ونُفي في النهاية إلى الهند لمدة عام واحد. عند عودته، عُين مرة أخرى حاكمًا، لكنه سرعان ما ثار مرة أخرى وأعلن نفسه حاكمًا لمملكة كردستان. استمرت مملكة كردستان من سبتمبر 1922 إلى يوليو 1924. مع تفوق القوات البريطانية عليه بشكل كبير في الذخيرة والتدريب، أدت هزيمته أخيرًا إلى إخضاع المنطقة للحكم البريطاني العراقي المركزي في عام 1924. تراجع الشيخ محمود إلى الجبال ثم توصل في النهاية إلى اتفاق مع مملكة العراق المستقلة في عام 1932. تعتبر ثورات الشيخ محمود الفصل الأول من النزاع العراقي الكردي الحديث.
بعد الصراع ألقى ملك كردستان اللوم بشكل رئيسي على الآشوريين في سقوطه.

## خلفية تاريخية
بعد وقت قصير من الاتفاقيات النهائية للحرب العالمية الأولى، تم تعيين شيخ الطريقة القادرية الصوفية، الشخصية الأكثر نفوذاً في كردستان العراق، حاكماً للمنطقة المعروفة سابقاً بسنجق.

## الثورة الكردية 1919
في 23 مايو 1919، بعد بضعة أشهر من تعيينه حاكمًا للسليمانية، جمع البرزنجي 300 مقاتل قبلي، وطرد المشرفين البريطانيين وأعلن نفسه "حاكمًا لكل كردستان"، فبدأ أولى ثورات محمود البرزنجي. في وقت مبكر من التمرد، شهد الأكراد بعض النجاح مع الكمين الناجح لرتل بريطاني خفيف ضل طريقه إلى ما وراء جمجمال. على جانبي الحدود، أعلنت القبائل الكردية ولائها للشيخ محمود.
سرعان ما تحالف المقاتلون القبليون من إيران والعراق مع الشيخ محمود بعد أن أصبح أكثر نجاحًا في معارضة الحكم البريطاني. ووفقًا لماكدويل، فإن قوات الشيخ "كانت تتألف في الغالب من مزارعي ورجال قبائل برزنجة، والهمفاند تحت قيادة كريم فتاح بيك، والقطاعات الساخطة من قبائل الجاف، والجباري، والشيخ بيزايني، والشوان". لم تزداد شعبية وأعداد قوات الشيخ محمود إلا بعد كمينهم لرتل عسكري بريطاني.
وكان من بين أنصار الشيخ محمود أيضًا مصطفى بارزاني البالغ من العمر 16 عامًا، والذي أصبح فيما بعد الزعيم المستقبلي للقضية القومية الكردية وقائدًا لقوات البيشمركة. وعبر بارزاني ورجاله، بناءً على أوامر شيخهم أحمد البرازاني وادي بياو للانضمام إلى الشيخ محمود برزنجي. وعلى الرغم من تعرضهم لكمين عدة مرات على طول الطريق، تمكن بارزاني ورجاله من الوصول إلى موقع الشيخ محمود، لكنهم تأخروا كثيرًا لمساعدة الثورة. لم يكن مقاتلو بارزاني سوى جزء من قوة الشيخ التي يبلغ قوامها 500 فرد.
وعندما أدرك البريطانيون القوة السياسية والعسكرية المتنامية للشيخ، اضطروا للرد عسكريًا، وهُزم لواءان قوة كردية قوامها 500 فرد في ممر بازيان في 18 يونيو، واحتُلت حلبجة في اليوم الثامن والعشرين، منهيةً بذلك الدولة الكردية والثورة.

## نفي الشيخ محمود
اعتُقل الشيخ محمود البرزنجي ونُفي إلى الهند في عام 1921. واستمر مقاتلو محمود في معارضة الحكم البريطاني بعد اعتقاله. ورغم عدم تنظيم هذه القوة القبلية تحت قيادة واحدة، إلا أنها كانت "معادية للبريطانيين بشكل نشط"، وشاركت في هجمات خاطفة، وقتلت ضباطًا عسكريين بريطانيين، وشاركت في أخرى - تركت صفوف الأتراك للانضمام إلى الجيش الكردي.

## الثورة الكردية 1922
بعد معاهدة سيفر التي تم بموجبها تسوية بعض المناطق، ظلت السليمانية تحت السيطرة المباشرة للمندوب السامي البريطاني. وبعد اختراق مفرزة "أوزدمير" التركية للمنطقة، حاول البريطانيون مقاومة ذلك بتعيين الشيخ محمود، الذي عاد من منفاه، حاكمًا مرة أخرى، في 14 سبتمبر 1922.
ثار الشيخ مرة أخرى وأعلن نفسه في نوفمبر ملكًا لمملكة كردستان. وكان من بين أعضاء حكومته. وكان جيش مملكة كردستان يسمى الجيش الوطني الكردي.
هُزم البرزنجي في يوليو 1924 عندما أرسل البريطانيون جنودًا آشوريين للاستيلاء على السليمانية. وبعد أن هزمت الحكومة البريطانية الشيخ محمود أخيرًا، وقعت على اتفاقية تسليم العراق للملك فيصل الأول وحكومة جديدة بقيادة عربية. وفي يناير 1926، منحت عصبة الأمم حق الانتداب على المنطقة إلى الانتداب البريطاني على العراق، مع توفير حقوق خاصة للأكراد.

## بعد الثورة
بعد الهزيمة، تراجع الشيخ محمود إلى الجبال. وفي عامي 1930 و1931، قام الشيخ محمود البرزنجي بآخر محاولة فاشلة له للوصول إلى السلطة.
وفي وقت لاحق، وقع اتفاقية سلام مع الحكومة العراقية, الجديدة، وعاد من العمل السري إلى العراق المستقل في عام 1932.